# 默格利日

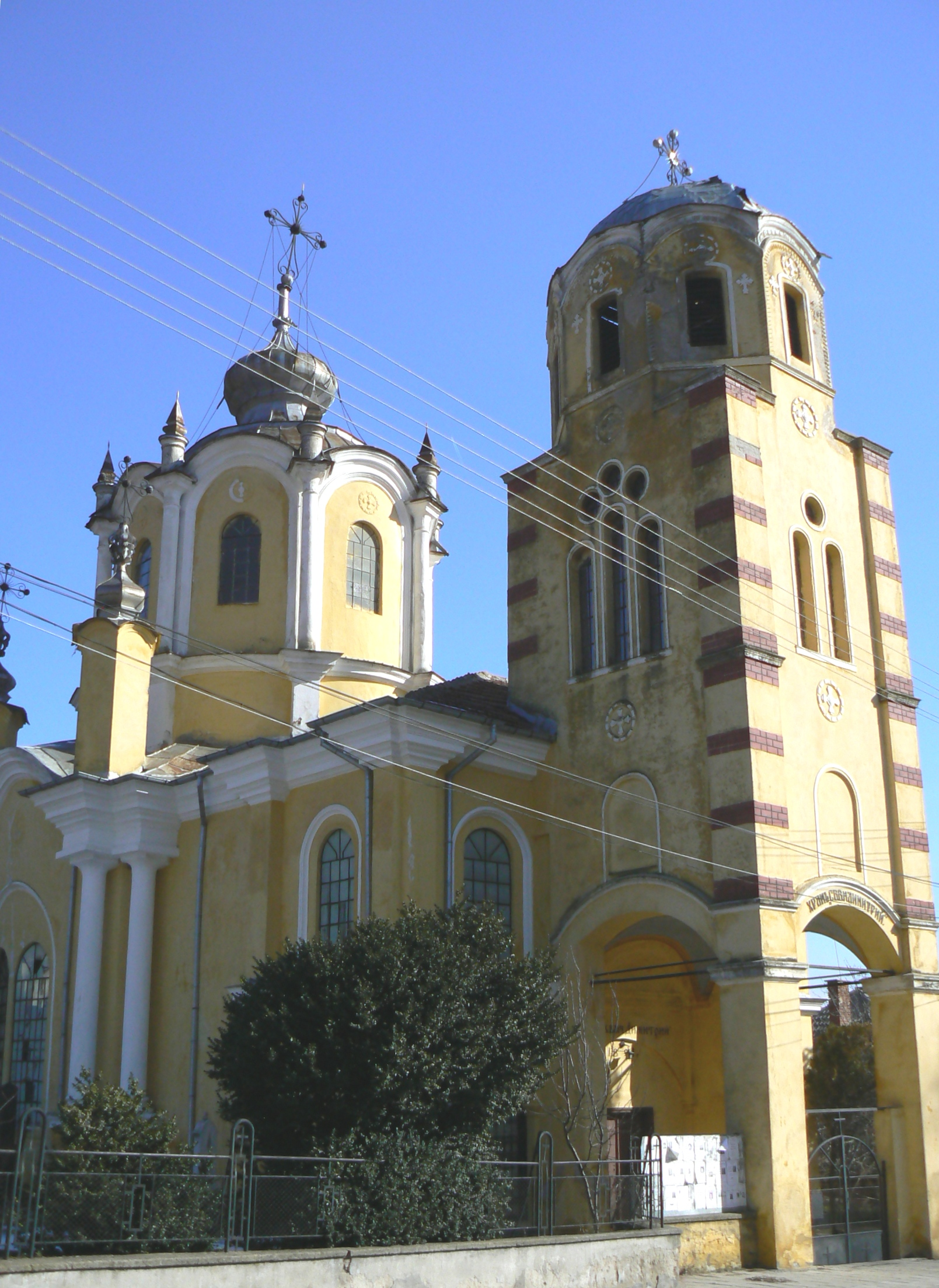

默格利日是保加利亞的城鎮，位於該國中部，距離首府舊扎戈拉25公里，由舊扎戈拉州負責管轄，面積73.92平方公里，海拔高度380米，受大陸性氣候影響，2009年人口3,426，居民主要信奉東正教。
42°36′N 25°33′E / 42.600°N 25.550°E